# Keroplatus militaris
Keroplatus militaris är en tvåvingeart som beskrevs av Oskar Augustus Johannsen 1910. Keroplatus militaris ingår i släktet Keroplatus och familjen platthornsmyggor. Inga underarter finns listade i Catalogue of Life.